# 모뉴먼트밸리

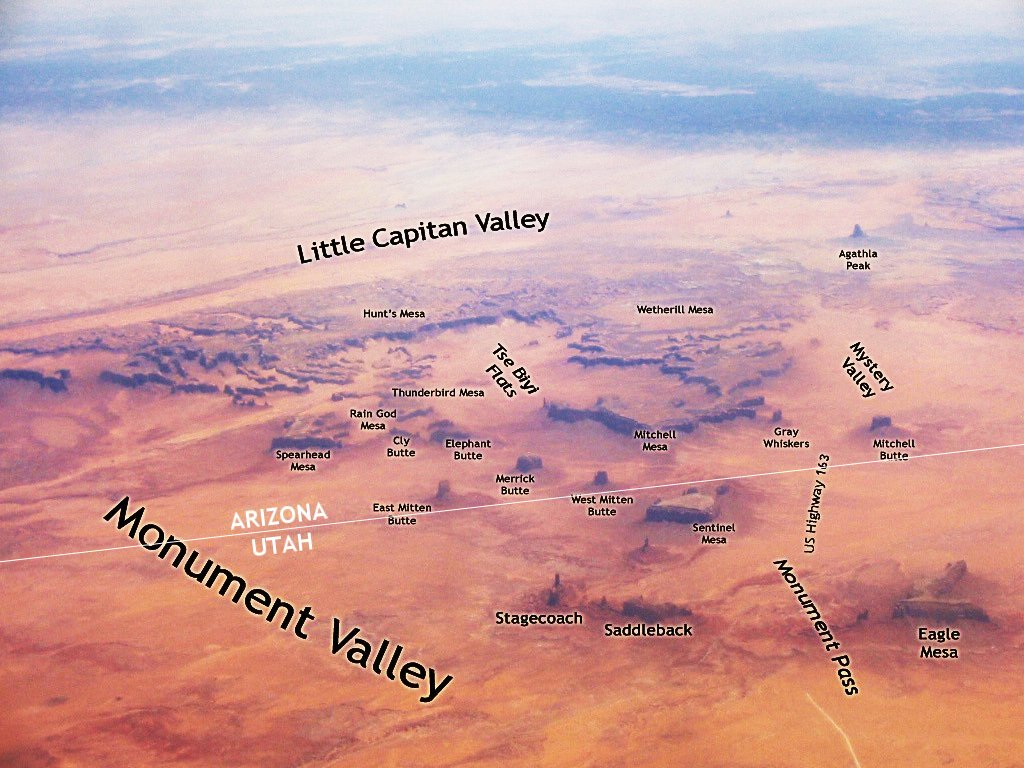
모뉴먼트의밸리 항공사진

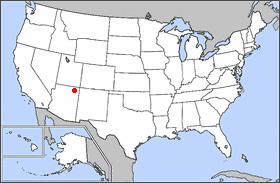
지도상의 소재지

모뉴먼트밸리(Monument Valley)는 미국 서남부 유타주의 남부로부터 애리조나주 북부에 걸친 지역 일대의 명칭으로, 나바호족의 언어로는 '쎄 비니스게이(Tse Bii Ndzisgaii)'라고 부르는데, '쎄(Tse)'는 돌이라는 뜻이고, '비니스게이(Bii Ndzisgaii)'는 하얀색하고 같다는 뜻으로, 호주의 울루루처럼 사암지대로 구성되어 있다.
메사라고 하는 테이블형의 대지이며 한층 더 침식이 진행되었다. 
뷰트라고 하는 바위 산이 점재해, 마치 기념비(모뉴먼트)가 줄지어 서있는 듯한 광경은 장엄함 그 자체가 아닐 수 없다.
예부터의 나바호족 거주지역으로, 거류지가 된 현재는, 그 일부는 나바호족관할 아래 일반적으로 개방하는 형태로 공개되고 있어 나바호족의 성지라고도 불려 1년 내내 관광객들의 발길이 끊이지 않으며, 유네스코 세계 자연유산에도 등재되어 있다.

## 개요

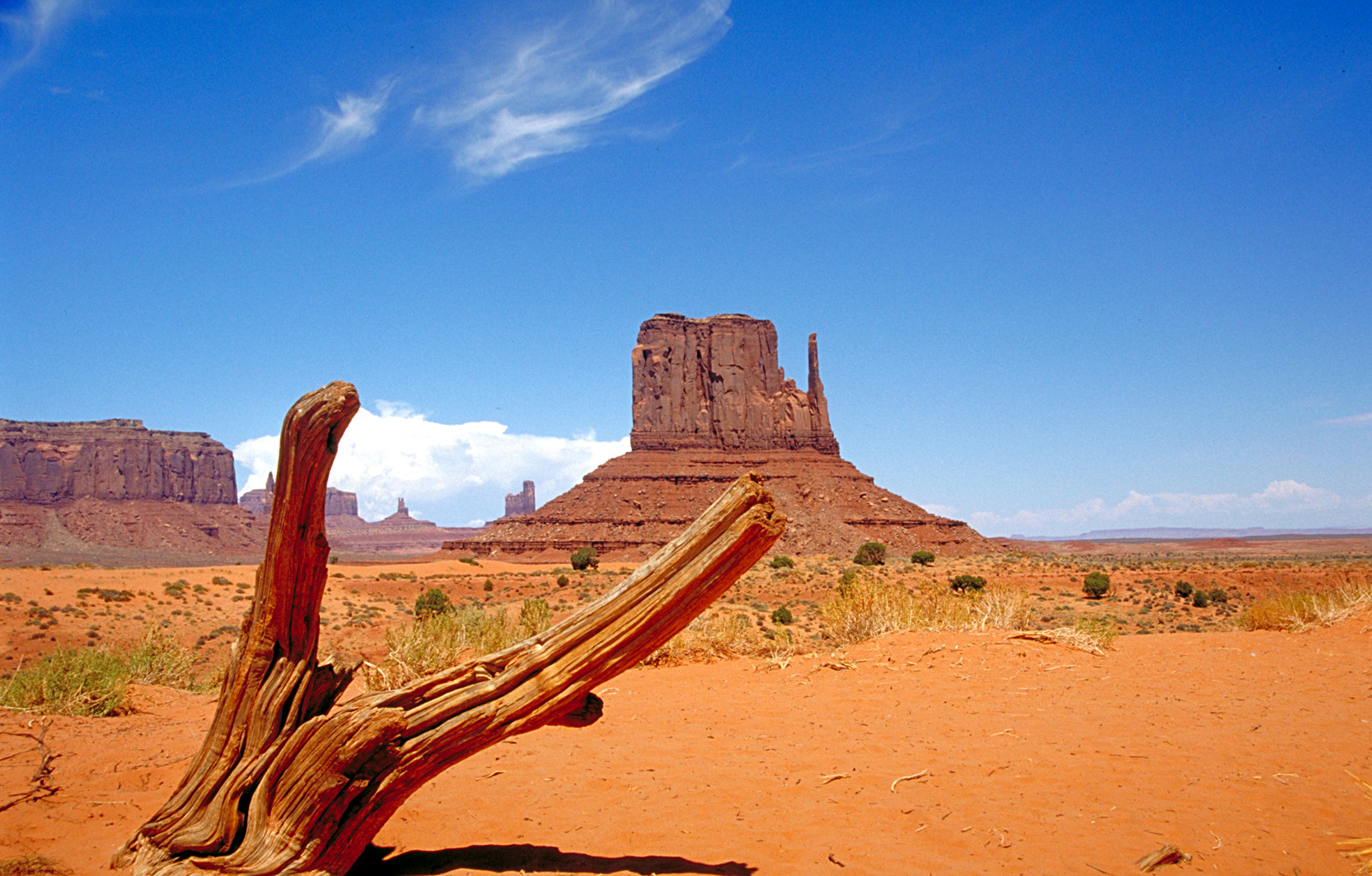
모뉴먼트밸리

### 지형
콜로라도고원의 일부에 속하고 있는 이 지역은, 깊은 계곡이나 산간 대지가 점재하고 있다. 
독특한 지형은, 2억 7천만 년 전의 지층이 나타난 것이 풍화·침식에 의해서 형성된 것이다. 
현재에도 풍화가 진행되고 있기 때문에, 바위 산의 형태는 바뀔 가능성이 있다.
로키산맥으로부터의 철분을 대량으로 포함한 강의 흐름은, 하류 지역 일대에 심니가 되어 퇴적해, 당시의 산소 농도는 현재보다 높았기 때문에 철분의 산화가 급속히 진행되어 다갈색의 지표가 되었다.

### 기후
| Monument Valley, Arizona의 기후           | Monument Valley, Arizona의 기후 | Monument Valley, Arizona의 기후 | Monument Valley, Arizona의 기후 | Monument Valley, Arizona의 기후 | Monument Valley, Arizona의 기후 | Monument Valley, Arizona의 기후 | Monument Valley, Arizona의 기후 | Monument Valley, Arizona의 기후 | Monument Valley, Arizona의 기후 | Monument Valley, Arizona의 기후 | Monument Valley, Arizona의 기후 | Monument Valley, Arizona의 기후 | Monument Valley, Arizona의 기후 |
| 월                                        | 1월                             | 2월                             | 3월                             | 4월                             | 5월                             | 6월                             | 7월                             | 8월                             | 9월                             | 10월                            | 11월                            | 12월                            | 연간                            |
| ----------------------------------------- | ------------------------------- | ------------------------------- | ------------------------------- | ------------------------------- | ------------------------------- | ------------------------------- | ------------------------------- | ------------------------------- | ------------------------------- | ------------------------------- | ------------------------------- | ------------------------------- | ------------------------------- |
| 역대 최고 기온 °F (°C)                    | 60 (16)                         | 69 (21)                         | 77 (25)                         | 90 (32)                         | 99 (37)                         | 101 (38)                        | 107 (42)                        | 100 (38)                        | 97 (36)                         | 86 (30)                         | 73 (23)                         | 62 (17)                         | 107 (42)                        |
| 월평균 최고 기온 °F (°C)                  | 52.07 (11.15)                   | 59.41 (15.23)                   | 70.37 (21.32)                   | 80.04 (26.69)                   | 88.27 (31.26)                   | 96.64 (35.91)                   | 99.44 (37.47)                   | 96.13 (35.63)                   | 90.48 (32.49)                   | 80.36 (26.87)                   | 65.18 (18.43)                   | 51.89 (11.05)                   | 100.17 (37.87)                  |
| 일평균 최고 기온 °F (°C)                  | 40.6 (4.8)                      | 47.3 (8.5)                      | 58.2 (14.6)                     | 67.3 (19.6)                     | 77.6 (25.3)                     | 88.1 (31.2)                     | 92.0 (33.3)                     | 88.8 (31.6)                     | 80.6 (27.0)                     | 67.9 (19.9)                     | 51.5 (10.8)                     | 40.9 (4.9)                      | 66.7 (19.3)                     |
| 일평균 최저 기온 °F (°C)                  | 24.3 (−4.3)                     | 28.2 (−2.1)                     | 35.5 (1.9)                      | 42.4 (5.8)                      | 52.3 (11.3)                     | 63.1 (17.3)                     | 67.0 (19.4)                     | 63.9 (17.7)                     | 57.3 (14.1)                     | 45.1 (7.3)                      | 32.9 (0.5)                      | 24.6 (−4.1)                     | 44.7 (7.1)                      |
| 월평균 최저 기온 °F (°C)                  | 12.25 (−10.97)                  | 15.25 (−9.31)                   | 22.04 (−5.53)                   | 28.69 (−1.84)                   | 35.24 (1.80)                    | 47.08 (8.38)                    | 57.58 (14.21)                   | 54.73 (12.63)                   | 44.72 (7.07)                    | 32.61 (0.34)                    | 18.75 (−7.36)                   | 12.78 (−10.68)                  | 11.50 (−11.39)                  |
| 역대 최저 기온 °F (°C)                    | −8 (−22)                        | −4 (−20)                        | 9 (−13)                         | 15 (−9)                         | 20 (−7)                         | 31 (−1)                         | 49 (9)                          | 38 (3)                          | 33 (1)                          | 22 (−6)                         | 6 (−14)                         | −9 (−23)                        | −9 (−23)                        |
| 평균 강수량 인치 (mm)                     | 0.26 (6.6)                      | 0.19 (4.8)                      | 0.19 (4.8)                      | 0.24 (6.1)                      | 0.30 (7.6)                      | 0.10 (2.5)                      | 0.54 (14)                       | 0.79 (20)                       | 0.73 (19)                       | 0.68 (17)                       | 0.32 (8.1)                      | 0.19 (4.8)                      | 4.54 (115)                      |
| 출처: The Western Regional Climate Center |                                 |                                 |                                 |                                 |                                 |                                 |                                 |                                 |                                 |                                 |                                 |                                 |                                 |

### 역사
유적이 다수 발견되고 있는 일로부터, 예부터 선주민이 존재한 것은 확실하지만, 서기 1300년경을 경계로 선주민은 자취를 감추고 있다.
그 후, 연대는 불명하지만 나바호족이 정주하게 되어, 19세기 중반의「나바호·캠페인」「롱·워크」라고 불리는 백인에 의한 약탈·박해를 거치고 현재에 이르고 있다.

## 교통·관광
전 세계로부터 관광객이 방문하는 인기 관광지이지만, 공공 교통이 다니지 않기 때문에 많은 관광객은 국도 163호선으로부터 버스 등의 자동차로 이동한다.
시닉크 항공이 라스베가스로부터 그랜드캐니언 상공을 유람해 공원 입구 가까이의 모뉴먼트밸리 공항에 비행기를 몰아, 당일치기 투어를 매일 운행하고 있다.

## 촬영지로서의 모뉴먼트밸리

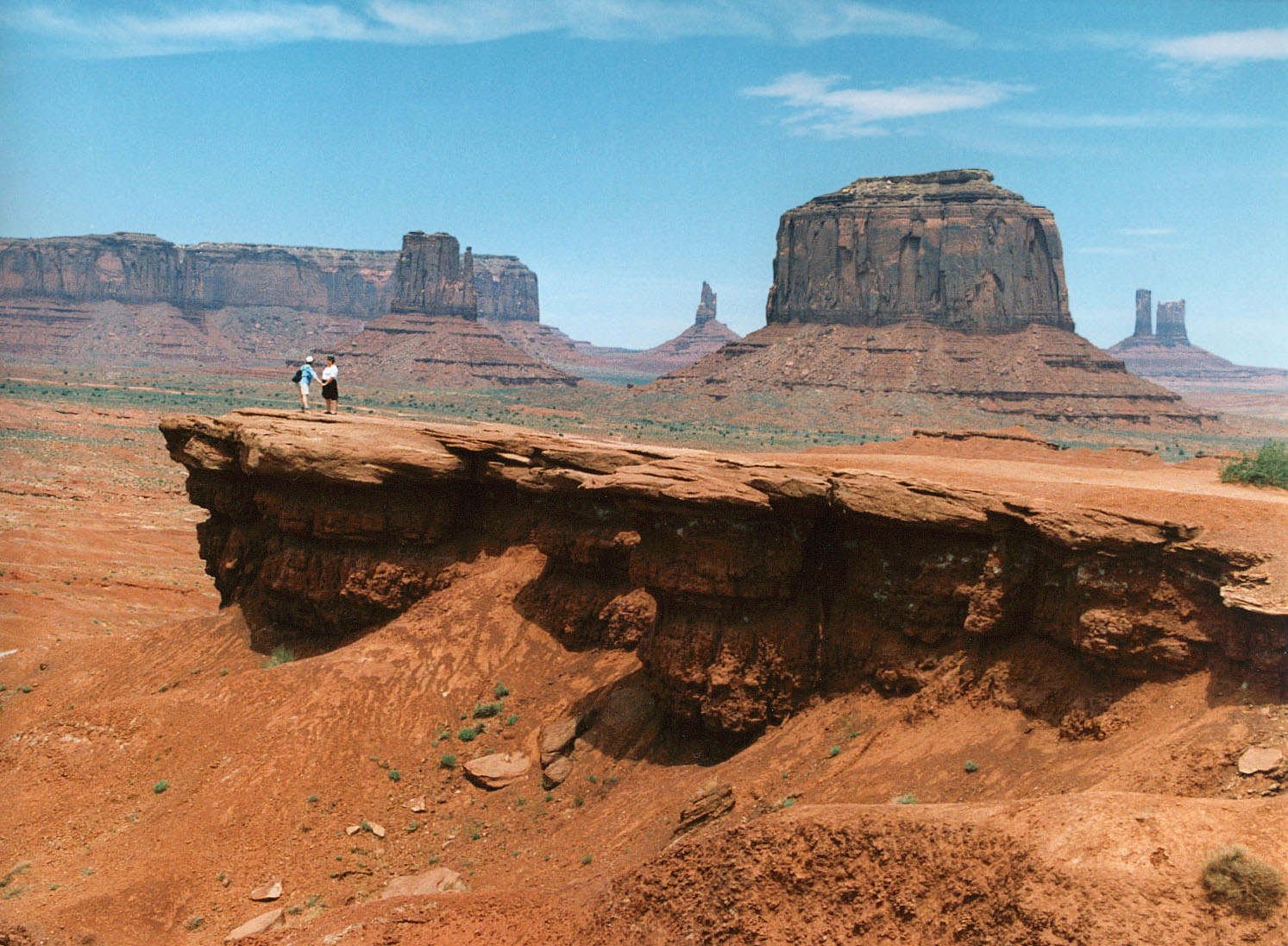
존·포드 포인트

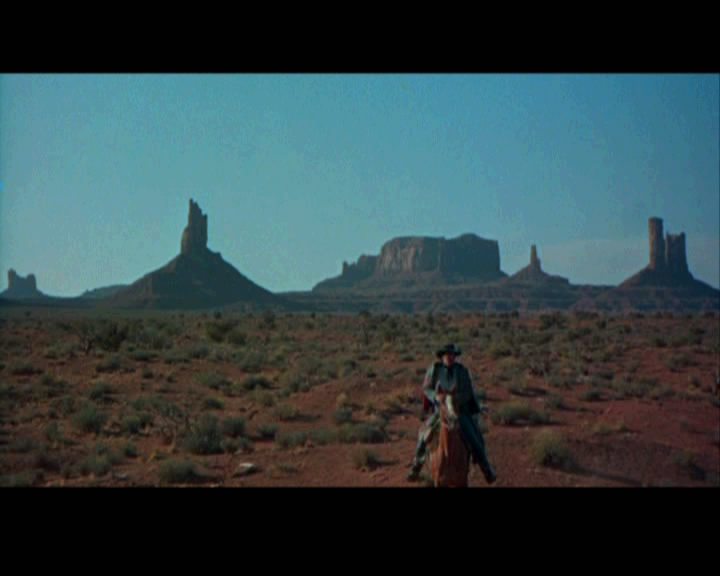
「수색자」의 한 장면

### 존·포드·포인트
영화 감독 존·포드는,「역마차」나「수색자」등 존 웨인주연·서부극의 무대로서 다수의 영화 촬영을 당지에서 실시하고 있다.
감독이 기꺼이 영화카메라를 설치한 모뉴먼트밸리를 일망할 수 있는 장소는, 존·포드 포인트(John Ford's Point)로 불려 유명한 뷰스포트가 되고 있다.

### 주된 작품
상기 존·포드 작품 이외에도, 다수의 영화나CM등으로 촬영의 무대가 되고 있다. 이하는, 그 대표적인 작품.
- 마르보로 - 웨인·마크라렌연기하는 마르보로·맨이 담배를 피우는 장면이 촬영되어 각종 광고에 사용되었다.
- 「2001년 우주의 여행」 - 종반으로 보 맨 선장이 스타 게이트에 조우하는 장면에서, 영상 가공된 모뉴먼트밸리의 풍경이 사용되었다.
- 「에이거봉-·생션」 - 클린트 이스트우드 감독·주연. 1975년공개의 미국 영화.
- 「초음속 공격 헬기 에어 울프」 - 「Valley of the Gods：카미노타니」로서.
- 「모험 놈마크가이바」 - 「시즌 2：Eagles 황금의 독수리」에서.
- 「백·투·더·퓨처 PART3」 - 1885년에 타임 슬립 한 무대.
- 「포레스트·검프/단 한번의 기회」 - 국도 163호선을 포레스트·검프가 달리는 장면.
- 「이지·라이더」
- 「인디·존즈/마지막 성전」
- 「테르마&르이즈」
- 「한숨 붙게 해」
- 「윈드토카즈」
- 맨덤(구회사명：단정주식회사) - 찰즈·브론손 출연에 의한 남성 화장품 「맨덤」시리즈의 CM의 제1 작목의 촬영지의 하나. 찰스·브론손이 말(백마)에 승마해 모뉴먼트밸리 주변의 황야를 이리저리 다니는 씬등의 영상이 촬영되었다. 연출은 오오바야시 노부히코, 음악은제리·워레스가 노래하는 「남자의 세계」(원제는"LOVERS OF THE WORLD”). 1970년부터 방송(덧붙여 이 「맨덤」시리즈의 CM의 제1 작목의 촬영은, 모뉴먼트밸리 뿐만이 아니라, 애리조나주의 사막 지대의 사구와 할리우드의 스튜디오에서도 행해졌다).
- 미국 횡단 울트라 퀴즈 - 제6회, 제10회, 금세기 마지막 체크 포인트가 되었다.

## 갤러리

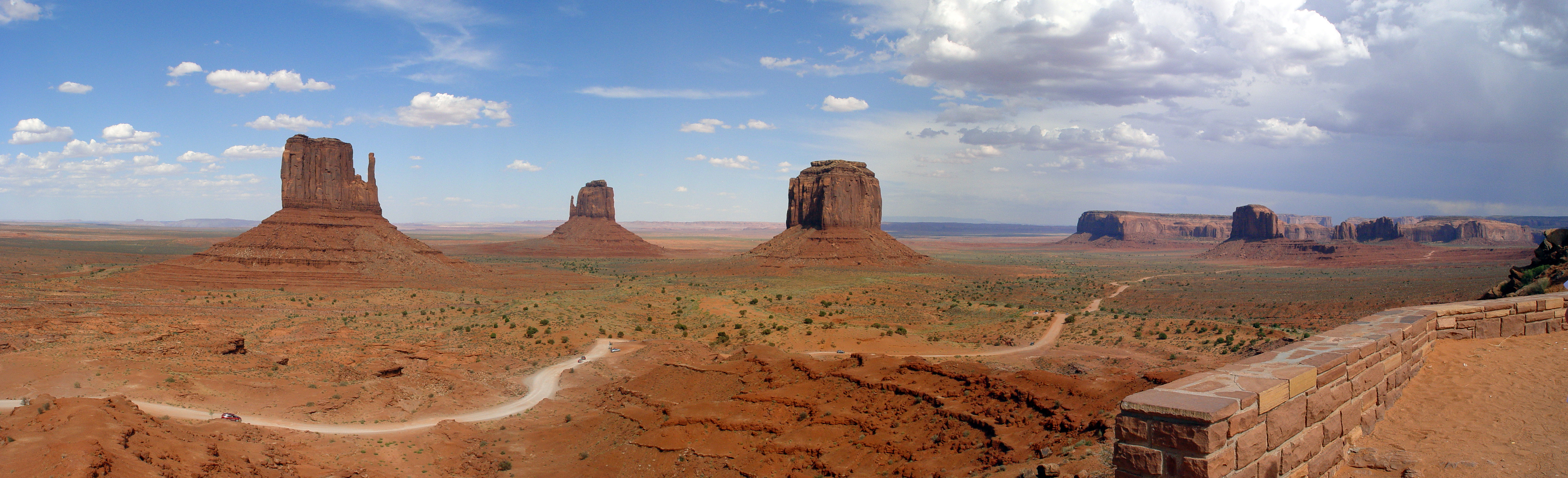
모뉴먼트밸리의 파노라마

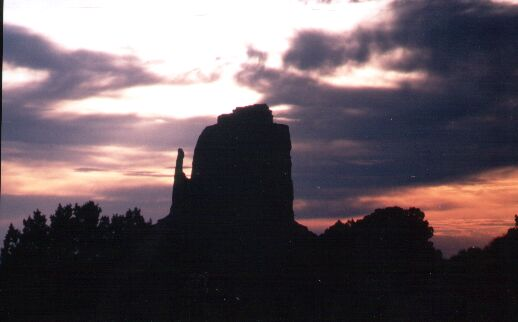
특히 조석의 풍경은 별세계의 절경으로서 알려져있다
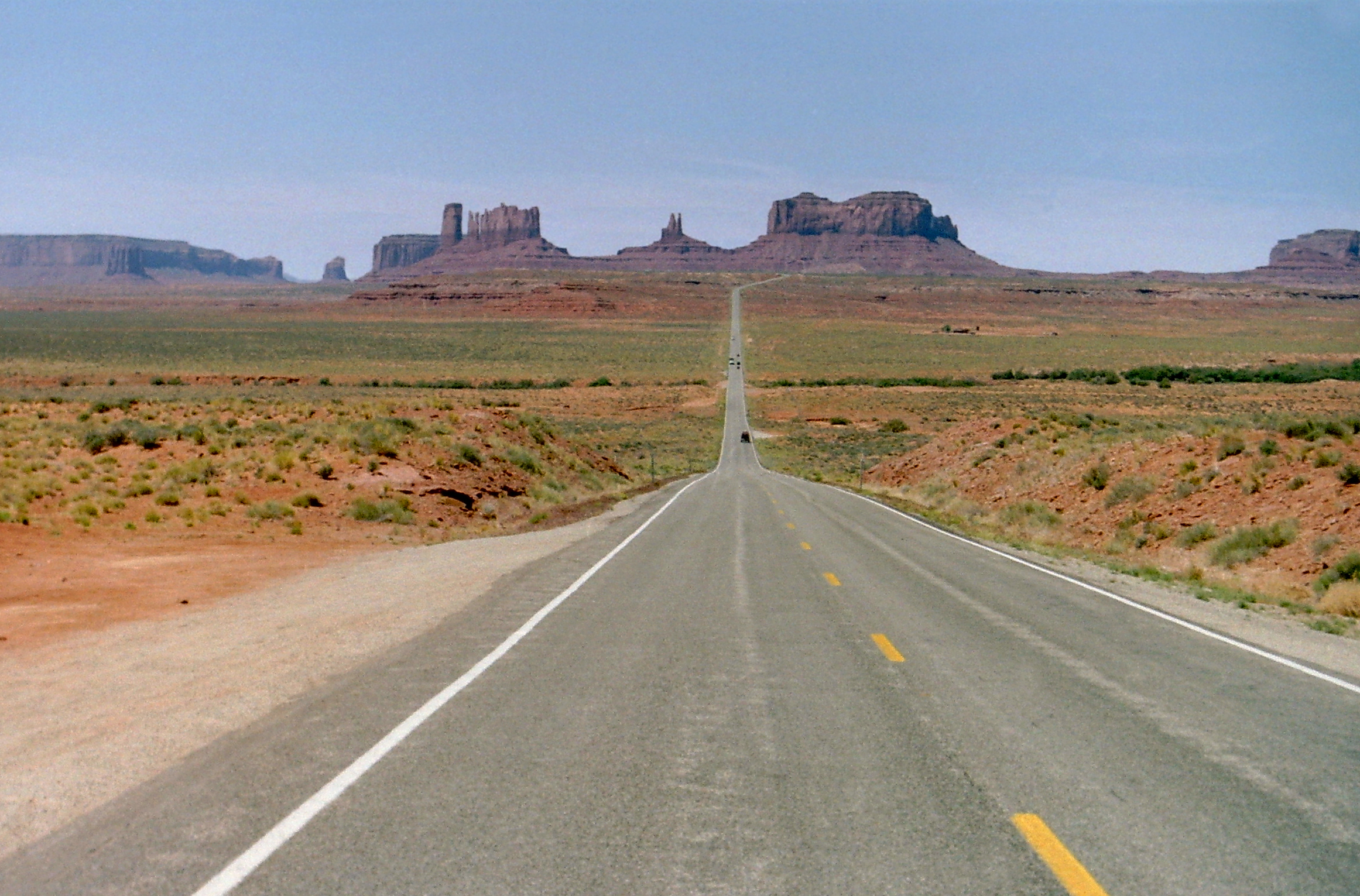
나바호랜드
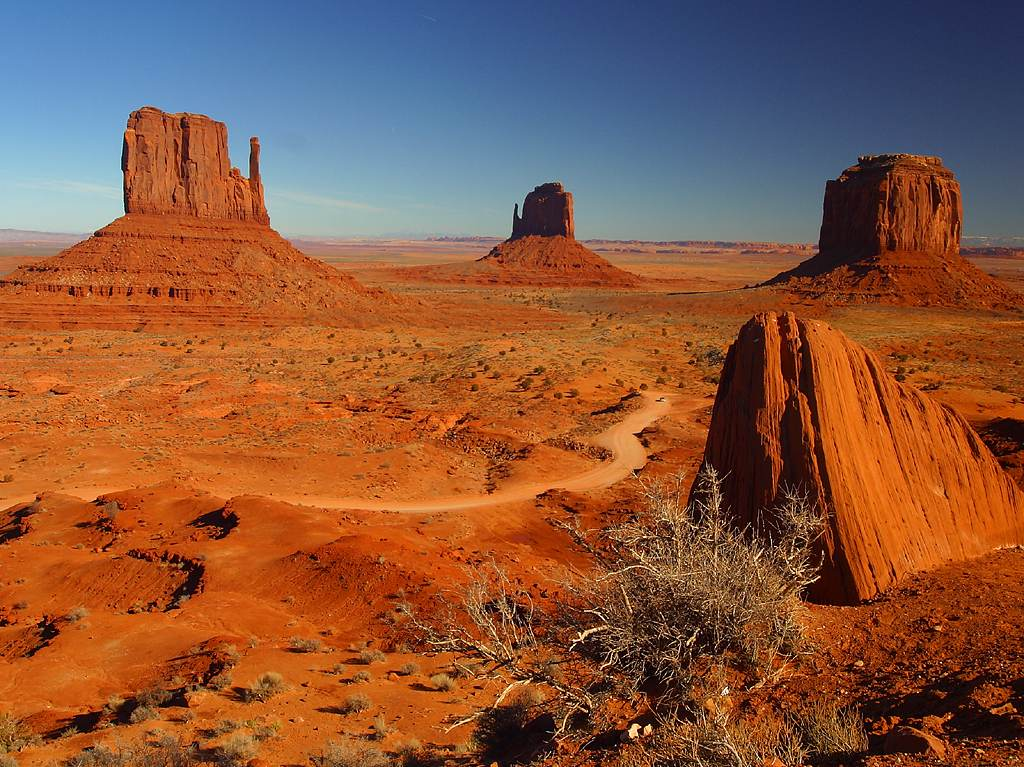
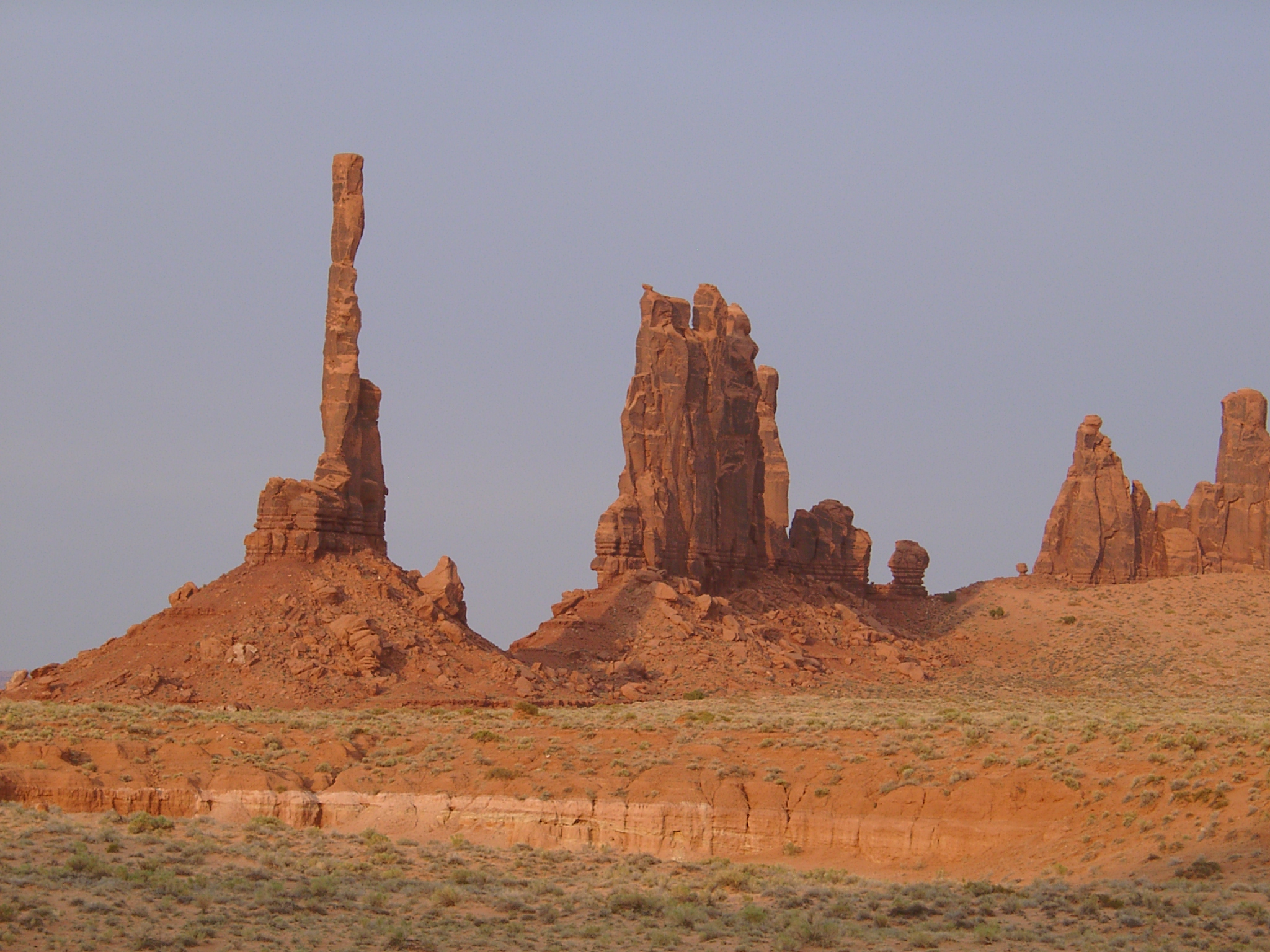
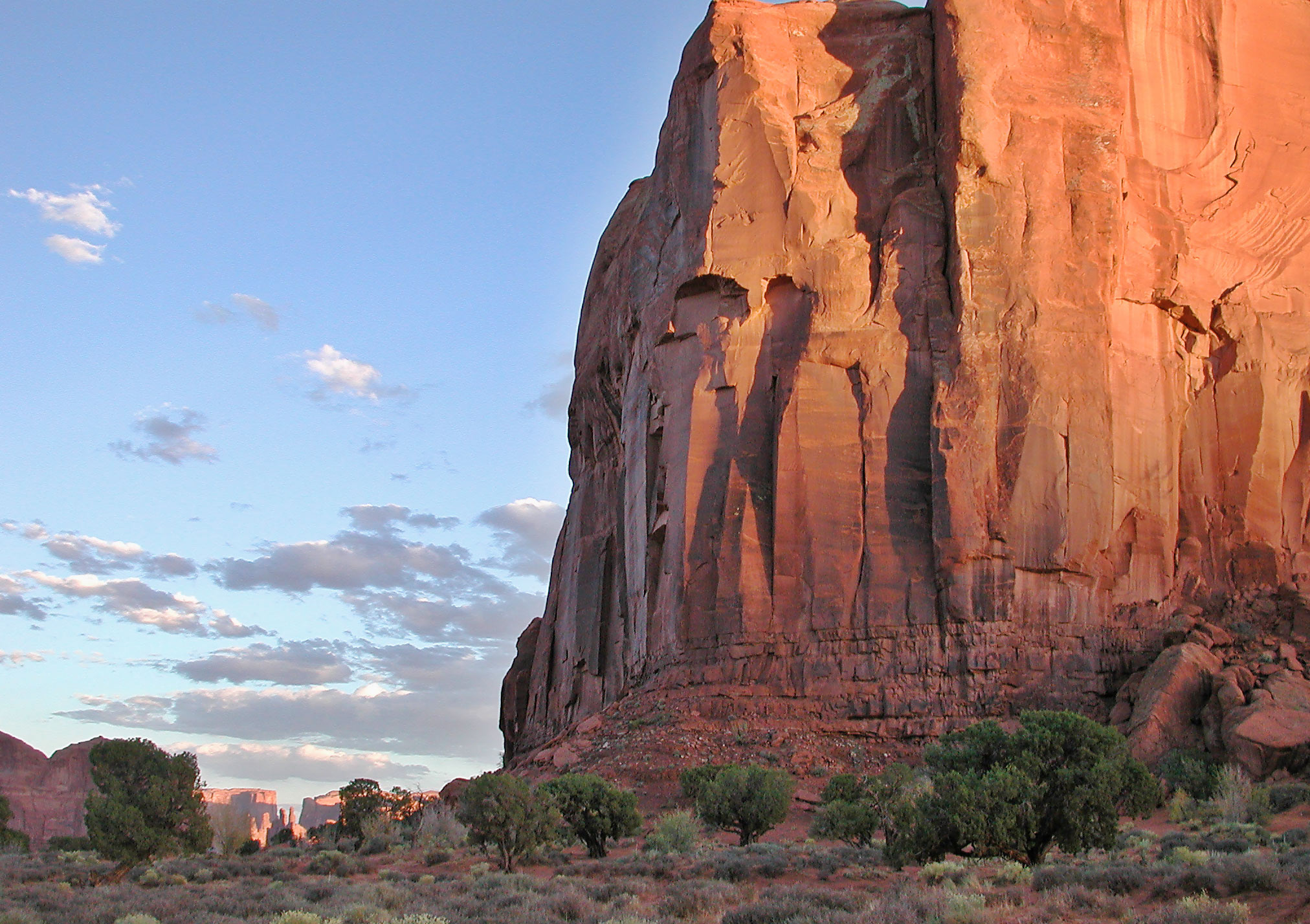

## 같이 보기
- 울루루
- 테푸이